# U.S. Route 1 (Nueva Jersey)
La U.S. Route 1 (US 1) es una carretera federal que pasa paralelamente en la Costa Este de Estados Unidos, desde Cayo Hueso, Florida en el sur, y Fort Kent, Maine en la frontera con Canadian en el norte. En toda su ruta, 66,06 millas (106,3 km) de ella pasa en Nueva Jersey. Entra el estado de Pensilvania en el Puente de Peaje Trenton-Morrisville sobre el  Río Delaware en la capital estatal Trenton,  pasa por la ciudad como la Autovía Trenton (Trenton Freeway). Desde aquí, la US 1 continua al noreste  por unas zonas suburbanas hasta el condado de Middlesex y pasa por Nuevo Brunswick y Edison. La U.S. 1 se une con la US 9 en Woodbridge, y las dos rutas continúan al norte de Nueva Jersey como la US 1/9 hasta el Puente George Washington sobre el Río Hudson en Fort Lee. En este punto, la carretera continua en la Ciudad de Nueva York junto con la I-95.